# Relativt gehör
Relativt gehör avser att en person kan uppfatta intervall mellan toner. Relativt gehör skiljer sig från absolut gehör genom att man inte kan känna igen en enskild ton utan referenston.
Relativt gehör är mycket vanligare än absolut gehör och kan förbättras genom träning.